# Hansjörg Maurer
Hansjörg Maurer, auch bekannt als Hans Georg Maurer und Hans Maurer (* 20. Oktober 1891 in Jettenbach am Inn; † 30. Dezember 1959 in Euerdorf), war ein deutscher Redakteur und Veterinär.

## Leben und Tätigkeit

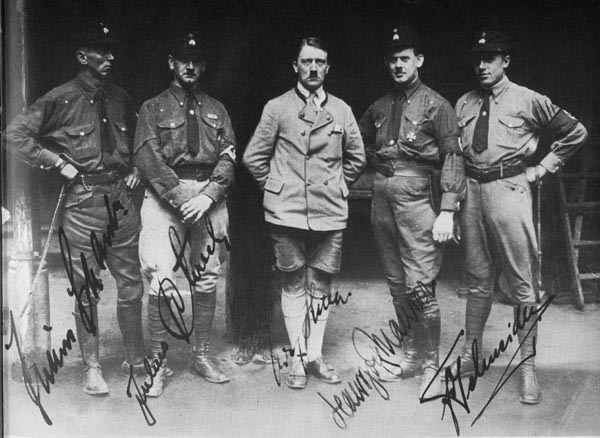
Maurer (zweiter von rechts) als Mitglied von Hitlers persönlicher Leibwache (um 1925). Außerdem im Bild: Julius Schaub, Julius Schreck und Edmund Schneider (Putschist).

Maurer war ein Sohn des Braumeisters Georg Maurer und seiner Ehefrau Maria, geb. Heider. Nach dem Schulbesuch studierte Maurer Veterinärmedizin an der Universität Regensburg. Ab 1914 nahm Maurer als Tierarzt („Feldhilfsveterinär“) beim 9. Fußartilleriebataillon am Ersten Weltkrieg teil.
In der Zeit nach dem Krieg begann Maurer sich in Kreisen der radikalen politischen Rechten in Bayern zu engagieren: So gehörte er in den ersten Jahren der Weimarer Republik zu den führenden Propagandisten und Organisatoren des Deutschvölkischen Schutz- und Trutzbundes in Niederbayern.
Von 1919 bis zum Erwerb der Zeitung durch die NSDAP im Jahr 1920 fungierte Maurer als Chefredakteur der in München erscheinenden Zeitung Völkischer Beobachter. Im Dezember 1920 wurde er in dieser Stellung durch Hugo Machhaus abgelöst. Maurer verblieb anschließend weiterhin im Mitarbeiterstab der Zeitung. Während er im Rahmen seiner journalistischen Tätigkeit als „Hansjörg Maurer“ zeichnete, verwendete er sonst den Namen „Hans Maurer“ oder „Hans Georg Maurer“.
Zum 18. Dezember 1920 trat Maurer der NSDAP bei (Mitgliedsnummer 2.603). Seit Mai 1923 gehörte er dem Stoßtrupp Adolf Hitler an, mit dem er am 8./9. November 1923 am Hitler-Putsch in München teilnahm.
Im April 1924 wurde Maurer im Kleinen Hitler-Prozess zusammen mit 37 weiteren Putschisten vom Volksgericht München wegen Beihilfe zum Hochverrat zu einer 15-monatigen Festungshaft, mit Aussicht auf Bewährung nach einigen Monaten, verurteilt. Er verbrachte seine Haftzeit zusammen mit Hitler und 25 anderen Putschteilnehmern auf der Festung Landsberg.
Zum 18. April 1925 trat Maurer in die neugegründete NSDAP ein (Mitgliedsnummer 76). Außerdem wurde er Mitglied der damals erstmals aufgestellten SS, mit der er sich 1925/1926 am engsten Personenschutz Hitlers beteiligte. Seinen Lebensunterhalt bestritt er zu dieser Zeit erneut als Angestellter des Völkischen Beobachters. Nach Auseinandersetzungen mit Max Amann schied Maurer aus dem Dienst der Zeitung aus. Außerdem erklärte Maurer am 24. August 1926 seinen Austritt aus der Partei.
1933 wurde Maurer Redakteur bei der Bayerischen Staatszeitung. Nach der Machtergreifung der Nationalsozialisten stellte Maurer zum 31. März 1933 erneut einen Antrag auf Aufnahme in die NSDAP, diesmal unter dem Namen „Hans Georg Maurer“, und wurde zum 1. Mai desselben Jahres aufgenommen (Mitgliedsnummer 1.724.803). Als der Reichsschatzmeister der NSDAP Ende 1934 entdeckte, dass Hans Georg Maurer mit Hansjörg Maurer identisch war, sollte dieser zum Austritt aufgefordert werden und bis spätestens Juni 1935 verließ Maurer die Partei.
In späteren Jahren zog er sich aus der journalistischen Tätigkeit zurück und kehrte in seinen alten Beruf als Tierarzt zurück.
Nach dem Ende des Zweiten Weltkrieges wurde Maurer 1945 von den Amerikanern als Bezirkstierarzt in Hammelburg eingesetzt. Von diesem Amt trat er am 25. Januar 1946 wieder zurück.

## Archivarische Überlieferung
Im Bayerischen Hauptstaatsarchiv hat sich eine Offizierspersonalakte zu Maurer aus der Zeit des Ersten Weltkriegs erhalten (OP 71166).